# Nebridia
Nebridia es un género de arañas araneomorfas de la familia Salticidae. Se encuentra en Sudamérica y la Antillas.   

## Lista de especies
Según The World Spider Catalog 12.5:
- Nebridia manni Bryant, 1943
- Nebridia mendica Bryant, 1943
- Nebridia parva Mello-Leitão, 1945
- Nebridia semicana Simon, 1902